# 小行星1939
小行星1939（1939 Loretta）是一颗围绕太阳公转的小行星。1974年10月17日，查爾斯·科瓦爾在帕洛马山发现了此天体。
該小行星以科瓦爾的女兒洛蕾塔·科瓦爾（Loretta Kowal）命名。
这颗小行星的绝对星等为190.5782762066042等。